# Championnat du monde de hockey sur glace 1958
Navigation
URSS 1957 Tchécoslovaquie 1959
Le vingt-cinquième  championnat du monde de hockey sur glace et par la même occasion le trente-sixième championnat d'Europe a eu lieu entre le 28 février et le 9 mars 1958 à Oslo en Norvège.

## Contexte
C'est le retour des équipes canadiennes et américaines après le boycott de l'édition précédente. Malgré tout, seulement huit nations sont représentées et un  seul championnat a donc lieu.

## Résultats
| 28 février - États-Unis 12 — 4 Pologne - Tchécoslovaquie 5 — 1 Finlande - Norvège 0 — 9 Suède 1er mars - Suède 5 — 2 Finlande - Norvège 2 — 10 URSS - Canada 14 — 1 Pologne 2 mars - URSS 10 — 0 Finlande - Norvège 0 — 12 Canada 3 mars - Tchécoslovaquie 7 — 1 Pologne - Canada 24 — 0 Finlande 4 mars - URSS 4 — 4 Tchécoslovaquie - Suède 8 — 3 États-Unis 5 mars - Norvège 1 — 6 États-Unis - Finlande 2 — 2 Pologne | 6 mars - Canada 10 — 2 Suède - Tchécoslovaquie 2 — 2 États-Unis - URSS 10 — 1 Pologne - Norvège 1 — 2 Finlande 7 mars - Canada 6 — 0 Tchécoslovaquie - Suède 12 — 2 Pologne - URSS 4 — 1 États-Unis 8 mars - Norvège 0 — 2 Tchécoslovaquie - URSS 4 — 3 Suède - Canada 12 — 1 États-Unis 9 mars - États-Unis 4 — 2 Finlande - Suède 7 — 1 Tchécoslovaquie - Norvège 8 — 3 Pologne - Canada 4 — 2 URSS |

## Classement
| #      | Équipe           | PJ | V | N | D | BP | BC | Diff | Pts |
| ------ | ---------------- | -- | - | - | - | -- | -- | ---- | --- |
| Or     | Canada           | 7  | 7 | 0 | 0 | 82 | 6  | +76  | 14  |
| Argent | Union soviétique | 7  | 5 | 1 | 1 | 44 | 15 | +29  | 11  |
| bronze | Suède            | 7  | 5 | 0 | 2 | 46 | 21 | +25  | 10  |
| 4      | Tchécoslovaquie  | 7  | 3 | 2 | 2 | 21 | 21 | 0    | 8   |
| 5      | États-Unis       | 7  | 3 | 1 | 3 | 29 | 33 | -4   | 7   |
| 6      | Finlande         | 7  | 1 | 1 | 5 | 9  | 51 | -42  | 3   |
| 7      | Norvège          | 7  | 1 | 0 | 6 | 12 | 44 | -32  | 2   |
| 8      | Pologne          | 7  | 0 | 1 | 6 | 14 | 65 | -51  | 1   |

| #      | Équipe          |
| ------ | --------------- |
| Or     | URSS            |
| Argent | Suède           |
| bronze | Tchécoslovaquie |
| 4      | Finlande        |
| 5      | Norvège         |
| 6      | Pologne         |

### Médaillés
Voici l'alignement complet des médaillés du tournoi :
| Champions du mondeCanada | Sandy Air, Robert Attersley, Connie Broden, Charlie Burns, Roy Edwards, Bus Gagnon, George Gosselin, John Henderson, Jean-Paul Lamirande, John McKenzie, Gord Myles, Ted O’Connor, Tom O’Connor, George Samolenko, Harry Sinden, Sid Smith, Alf Treen Entraîneur : Sid Smith |

| ArgentUnion soviétique | Veniamin Aleksandrov, Valentin Bystrov, Vladimir Elizarov, Alekseï Gourychev, Ievgueni Iorkine, Nikolaï Khlystov, Iouri Kopylov, Alfred Koutchevski, Iouri Krylov, Konstantin Loktev, Dmitri Oukolov, Iouri Pantioukhov, Nikolaï Poutchkov, Guenrikh Sidorenkov, Nikolaï Sologoubov, Aleksandr Tcherepanov, Ivan Tregoubov Entraîneur : Anatoli Tarassov |

| BronzeSuède | Lars Björn, Gert Blomé, Sigurd Bröms, Thord Flodqvist, Rune Gudmundsson, Karl-Sören Hedlund, Sven Tumba, Vilgot Larsson, Ehrling Lindström, Lars-Eric Lundvall, Nisse Nilsson, Carl-Göran Öberg, Hans Öberg, Ronald Pettersson, Roland Stoltz, Hans Svedberg, Gösta Westerlund Entraîneur : Edward Reigle |